# الکسا باچوانسکی
الکسا باچوانسکی (صربی‌کرواتی: Aleksa Bačvanski; ۱ ژانویهٔ ۱۸۳۲ – ۲۶ مارس ۱۸۸۱) بازیگر اهل صربستان بود.